# Fagagna
Fagagna es una localidad y comune italiana de la provincia de Údine, región de Friul-Venecia Julia, con 6.319 habitantes.

## Evolución demográfica
| Gráfica de evolución demográfica de Fagagna entre 1861 y 2001 |
|                                                               |
| Fuente ISTAT - elaboración gráfica de Wikipedia               |